# 靜州 (南梁)
靜州，是南北朝的州。
梁武帝时，在龙平县（今广西昭平县）设立靜州。下辖梁寿郡、静慰郡、武城郡、开江郡、南静郡。梁寿郡下辖龙平县，静慰郡下辖博劳县、安乐县，武城郡下辖豪静县，开江郡下辖开江县，南静郡下辖开建县（今广东省封开县北）。南陈沿置，武城郡、开江郡合并为逍遥郡。隋朝灭陈，废除诸郡，县直属靜州。大業三年（607年）废除靜州，地入桂州。
唐朝武德四年（621年），以始安郡的龙平县（今广西昭平县）、豪静县，苍梧郡的苍梧县置静州，下辖七县：龙平县、豪静县、苍梧县、博劳县（今广西昭平县富罗镇下富村）、归化县（今广西昭平县文竹镇桂花村）、安乐县（今广西昭平县走马镇庙桠村）、开江县（今广西昭平县马江镇）。貞觀八年（634年）改为富州。
靜州刺史
- 薛某（武德、贞观年间）
- 王师忠（630年—635年）